# Коняка Фокслі
«Коняка Фокслі» (англ. Galloping Foxley, дослівно — «Фокслі, що скаче галопом») — доросле оповідання британського письменника Роальда Дала. Уперше видане в листопаді 1953 року в журналі «Town & Country». Увійшло до збірок «Хтось схожий на тебе» (англ. Someone Like You) 1953 року, «Зібрана коротка проза» (англ. Collected Stories) 2006 року. Має автобіографічний характер.
У 1980 році за мотивами оповідання вийшов однойменний епізод британського телесеріалу «Байки про неочікуване» (англ. Tales of the Unexpected).
Українською мовою оповідання видано видавництвом «А-ба-ба-га-ла-ма-га» у 2016 році в збірці «Коняка Фокслі та інші дорослі оповідання» в перекладі Віктора Морозова.

## Сюжет
В оповіданні йдеться про Вільяма Перкінса, пасажира, якому подобається його щоденна рутина. Одного разу його узвичаєний порядок руйнується, коли новачок-незнайомець приєднується до групи, яка чекає на приміський поїзд. Після кількох днів розмов з цим неприємим чоловіком, Перкінс раптом впізнає в ньому Брюса «Коняку» Фокслі, старосту, який в школі над ним жорстоко знущався. Перкінс прозвав Фокслі «Конякою» через стиль розбігу, після якого зазнавав побоїв. Переживши в спогадах своє неспокійне минуле, Перкінс набирається сміливості відрекомендуватися цьому чоловікові. Він нахиляється і каже йому: «Мене звати Перкінс... Вільям Перкінс 1907-го я навчався в Рептоні». Але на превеликий його подив, чоловік навпроти відповідає: «Приємно познайомитись. А мене звати Фортеск'ю... Джоселін Фортеск'ю, навчався в Ітоні, 1916 рік».

## Видання українською мовою
- Дал, Роальд Коняка Фокслі та інші дорослі оповідання / Пер. з англ.: Віктор Морозов. — Київ: А-ба-ба-га-ла-ма-га, 2016. — (Доросла серія) — 368 с. ISBN 978-617-585-107-4
  - Коняка Фокслі (зі 139 с. по 156 с.)